# مضيق كافرين
يقع مضيق كافرين (بالفارسية: تنگه کافرین) السياحي في مدينة بدرة التابعة لمحافظة عيلام غرب إيران، حيث يستقبل عددا كثيرا من السياح وخبراء علم الآثار وجيولوجيا.
تتمتع مدينة بدرة إحدى مدن محافظة ايلام بطبيعة فريدة ورائعة تبهر الابصار من سهولها وجبالها العالية إلى البحيرات والقرى الخضراء المعتدلة المناخ. يمكن للسائح أن يرى مناظراً رائعة وفريدة من الطبيعة تمتد حتى 15 كلم إلى الشمال من بدرة، وهناك أيضاً مضيق كافرين الذي خلق وأبدع بأبهى أشكال الجمال والكمال الطبيعي.

## مناطق سياحية
استمد المضيق جماليته من تموضع الجبال العالية حوله وأخذ شكله بينها. كما زاد من جمال المنطقة وجود غابات البلوط الكبيرة والمنحدرات الشاهقة. تقع بركة ماء زمزم على بعد كيلومتر واحد من مدخل الوادي. يعتبر ضريح جابر في هذه المنطقة أيضًا بقعة سياحية أخرى في المنطقة.